# Leslie Easterbrook
Leslie Eileen Easterbrook (Los Angeles, 29 luglio 1949) è un'attrice statunitense, nota al grande pubblico soprattutto per aver interpretato il ruolo della poliziotta Debbie Callahan nella serie cinematografica Scuola di polizia.

## Biografia
Nel 1985 lavorò con il regista George Bowers sul set del film Posizioni promettenti. Nel 2005 interpreta il ruolo di Mother Firefly in La casa del diavolo, secondo film della duologia di Rob Zombie, iniziata con La casa dei 1000 corpi.

## Filmografia parziale

### Cinema
- Dimmi quello che vuoi (Just Tell Me What You Want), regia di Sidney Lumet (1980)
- Scuola di polizia (Police Academy), regia di Hugh Wilson (1984)
- Posizioni promettenti (Private Resort), regia di George Bowers (1985)
- Scuola di polizia 3 - Tutto da rifare (Police Academy 3: Back in Training), regia di Jerry Paris (1986)
- Scuola di polizia 4 - Cittadini in... guardia (Police Academy 4: Citizens on Patrol), regia di Jim Drake (1987)
- Scuola di polizia 5 - Destinazione Miami (Police Academy 5: Assignment: Miami Beach), regia di Alan Myerson (1988)
- Scuola di polizia 6 - La città è assediata (Police Academy 6: City Under Siege), regia di Peter Bonerz (1989)
- Scuola di polizia - Missione a Mosca (Police Academy: Mission to Moscow), regia di Alan Metter (1994)
- Fugitive Champion, regia di Max Kleven (1998)
- Artie, regia di Matt Berman (2000)
- Long Distance - Linea diretta con l'assassino (Long Distance), regia di Marcus Stern (2005)
- La casa del diavolo (The Devil's Rejects), regia di Rob Zombie (2005)
- A Dead Calling, regia di Michael Feifer (2006)
- Halloween - The Beginning, regia di Rob Zombie (2007)
- Lo spaccacuori (The Heartbreak Kid), regia di Bobby Farrelly e Peter Farrelly (2007)
- Il confine dell'inganno (A Family Lost), regia di John Fasano (2007)
- House, regia di Robby Henson (2008)
- Black Water Transit, regia di Tony Kaye (2009)
- The Afflicted, regia di Jason Stoddard (2010)
- Rift, regia di LazRael Lison (2011)
- Daddy, regia di Gerald McCullouch (2015)

### Televisione
- Me and Maxx – serie TV, 1 episodio (1980)
- Luna di miele (Aloha Paradise) – serie TV, 1 episodio (1981)
- Fantasilandia (Fantasy Island) – serie TV, 1 episodio (1982)
- Laverne & Shirley – serie TV, 51 episodi (1980-1983)
- Ace Crawford, Private Eye – serie TV, 2 episodi (1983)
- Trapper John (Trapper John, M.D.) – serie TV, 1 episodio (1983)
- Love Boat (The Love Boat) – serie TV, 2 episodi (1981-1983)
- Glitter – serie TV, episodio 1x02 (1984)
- Hazzard (The Dukes of Hazzard) – serie TV, episodio 6x21 (1984)
- Domestic Life – serie TV, 1 episodio (1984)
- Scuola di football (1st & Ten) – serie TV, 1 episodio (1984)
- Brothers – serie TV, 1 episodio (1985)
- Misfits of Science – serie TV, 1 episodio (1985)
- New Love, American Style – serie TV, 1 episodio (1986)
- I Ryan (Ryan's Hope) – serie TV (1985-1987)
- Ohara – serie TV, 1 episodio (1988)
- Nancy, Sonny & Co. – serie TV, 1 episodio (1989)
- I mostri vent'anni dopo (The Munsters Today) – serie TV, 1 episodio (1989)
- E giustizia per tutti (Equal Justice) – serie TV, 1 episodio (1990)
- Ann Jillian – serie TV, 1 episodio (1990)
- Matlock – serie TV, 1 episodio (1990)
- Hunter – serie TV, 1 episodio (1991)
- Baywatch – serie TV, 1episodio (1991)
- Mr. Cooper – serie TV, 1 episodio (1992)
- Bodies of Evidence – serie TV 1 episodio (1993)
- La signora in giallo (Murder, She Wrote) – serie TV, 4 episodi (1988-1995)
- Scuola di polizia (Police Academy: The Series) – serie TV, 1 episodio (1997)
- Un detective in corsia (Diagnosis: Murder) – serie TV, 1 episodio (1998)
- Lavalantula, regia di Mike Mendez – film TV (2015)